# WebDrive
WebDrive est un client FTP qui permet d'associer une lettre réseau à un serveur FTP, SFTP, WebDAV, Amazon S3, Google Drive ou SharePoint créant ainsi un disque virtuel. Développé par South River Technologies pour la première version en 1997 pour Windows 95, WebDrive a été le premier produit commercial offrant de telles fonctions dans l'environnement Windows. 
Au fil des années, la technologie utilisé dans WebDrive a été intégrée sous licence par des sociétés comme Novell et Xdrive pour l'utilisation dans leur ligne de produits et services.
La dernière version (gratuite ?) du logiciel est la 2018,. WebDrive utilise au choix les protocoles WebDAV, FTP, Amazon S3, Google Drive ou SFTP pour accéder aux ressources du serveur via une lettre réseau qui peut se reconnecter à chaque démarrage.

## Protocoles gérés
- FTP
- SFTP
- FTP/TLS
- WebDAV
- SharePoint
- Google Docs
- Amazon S3